# Gustav Radde
Gustav Ferdinand Richard Radde (Danzig, Reino de Prusia, 27 de noviembre de 1831 – Tiflis, Georgia, 2 de marzo de 1903) fue un explorador, geólogo y naturalista prusiano que se puso al servicio del Imperio ruso. Es conocido por sus investigaciones sobre la flora, fauna y geología del Cáucaso y por haber sido el fundador del Museo del Cáucaso (actual Museo Simon Janashia), en Tiflis.
Participó en expediciones a Siberia Oriental, el Cáucaso y otras partes de Rusia, así como a la región transcaspia, Persia y Turquía, y reunió extensas colecciones zoológicas, botánicas y etnográficas. Varios animales reciben su nombre, entre ellos el acentor de Radde (Prunella ocularis) y una rana siberiana (Strauchbufo raddei).

## Biografía

### Juventud y primeras exploraciones en Crimea
Gustav Radde nació en el seno de una familia modesta: su padre era un maestro de escuela. Tras finalizar sus estudios secundarios, empezó a trabajar de aprendiz en una farmacia. Desde muy joven recibió la influencia del naturalista Anton Menge y empezó a interesarse por la historia natural.
En 1852 abandonó la profesión y, con el apoyo de la Sociedad de Investigación de Danzig, emprendió un viaje con el botánico Christian von Steven a la península de Crimea, donde permaneció tres años. Allí observó la naturaleza y recopiló extensas colecciones botánicas y zoológicas. Entró en contacto con el geógrafo y etnógrafo ruso Piotr Ivánovich Köppen (Peter von Köppen), miembro de la Academia Imperial de Ciencias de San Petersburgo, lo que le permitió ampliar sus conocimientos de las ciencias naturales.

### Exploración de Siberia Oriental

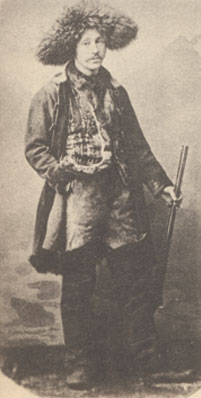
Un joven Gustav Radde durante una expedición a Siberia Oriental (1857)

En 1855 fue invitado por la Sociedad Geográfica de San Petersburgo a participar en una expedición a Siberia Oriental, dirigida por el astrónomo Ludwig Schwarz. Exploró el entorno del lago Baikal, la Dauria rusa, la región de Amur y la parte oriental de los montes Sayanes. Al cabo de cuatro años regresó con una gran recopilación de datos físico-geográficos, como por ejemplo la amplitud de las variaciones estacionales del lago Baikal en relación con el régimen glaciar y nival de los ríos situados al oeste de la cuenca. En 1860 decidió establecerse definitivamente en Rusia, donde consiguió un puesto como conservador del Museo Zoológico de la Academia Imperial de Ciencias de San Petersburgo, y obtuvo la ciudadanía rusa.

### Exploración del Cáucaso

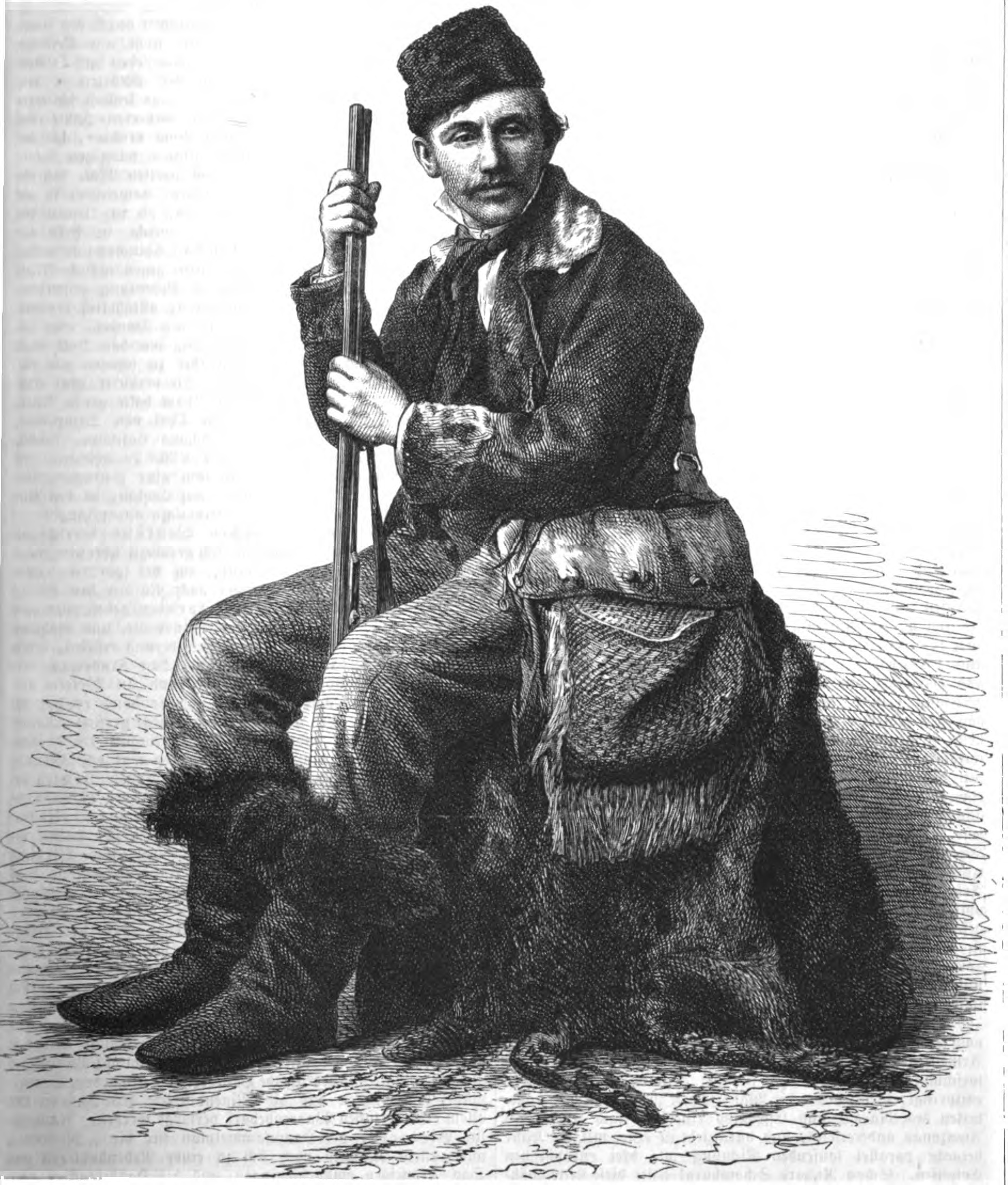
Gustav Radde durante sus exploraciones del Cáucaso (1864)

En 1862 acompañó al naturalista Karl Ernst von Baer al sur de Rusia. En 1863 fue nombrado director adjunto del Observatorio Físico de Tiflis. Al término de la guerra del Cáucaso, en 1864, presentó a la administración del virrey ruso un detallado programa de exploración biológico-geográfica del Cáucaso y recibió el encargo de llevarlo a cabo. En 1867 se convirtió en el fundador y primer director del Museo del Cáucaso en Tiflis (actual Museo Estatal Simon Janashia de Georgia), en el que expuso sus hallazgos y del que fue director hasta su muerte. Aquel mismo año exploró la región que rodea el monte Elbrús. Recogió numerosas plantas y estudió las lenguas, costumbres y canciones tradicionales de los pueblos que vivían allí.
Sus expediciones científicas le llevaron a todas las regiones de la Transcaucasia. Viajó a Armenia (1871), Daguestán, las montañas Talysh de Persia (1879-1880), Jevsuretia, Abjasia, Tushetia, Pshavi (hoy parte de Mtsjeta-Mtianeti), la llanura de la Cólquida y Svanetia. En 1886, Radde exploró la historia natural de la región transcaspia (la zona bajo dominio ruso situada en el lado asiático del mar Caspio) en una expedición que duró más de seis meses, y estuvo en Jorasán, Asjabad, Kopet Dag y Merv.

### Últimos años
De 1890 a 1891, Radde acompañó a los Grandes Duques Alejandro Mijáilovich y Sergio Mijáilovich en un viaje de Sebastopol al Océano Índico, a Batavia y a la isla de Célebes en el yate Tamara, y en un viaje de Bombay al Himalaya; en 1895 y 1897 acompañó al Príncipe Heredero Jorge Aleksándrovich en un viaje al Mar Mediterráneo.
En los últimos años de su vida se dedicó a la actividad literaria. En 1899 comenzó a redactar la descripción de las colecciones del Museo del Cáucaso ("Museum caucasicum"), que debía constar de seis volúmenes. Sin embargo, dos de ellos —el cuarto (etnografía) y el sexto (edificio del museo y jardín)— permanecieron inéditos en vida de Radde. Tampoco llegó a completar su autobiografía, que sólo llegó hasta el comienzo del periodo caucásico de su vida.
Murió en 1903 en Tiflis, a la edad de 71 años. Sus restos mortales fueron trasladados de Tiflis a Likani, cerca de Bordzhomi, para ser enterrados.

## Obra y legado

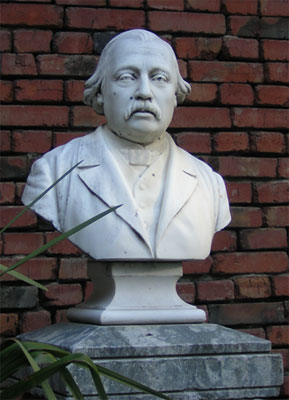
Busto de Gustav Radde en el Museo Estatal de Georgia, en Tiflis.

Los organizadores del primer Congreso Ornitológico Internacional, celebrado en Viena en 1884, le honraron eligiéndole presidente. Fue miembro extranjero de la Unión Británica de Ornitólogos y de la Sociedad Zoológica de Londres y fue miembro correspondiente de la Sociedad Berlinesa de Antropología, Etnología y Prehistoria. La Academia de Ciencias de Rusia le admitió como miembro correspondiente en 1884, y en 1892 fue elegido miembro de la Leopoldina. La Sociedad Geográfica Imperial le concedió la Medalla Constantin en 1899.

### Eponimia
Muchas especies animales y vegetales descritas o descubiertas por él llevan su nombre en varios idiomas. Entre ellos se encuentran el acentor de Radde (Prunella ocularis), una rana de Mongolia (Strauchbufo raddei), una especie de abedul del Cáucaso (Betula raddeana), una campanilla (Campanula raddeana) y una planta bulbosa de Asia central (Fritillaria raddeana). También hay un género de hongos que lleva su nombre: Raddetes (familia Bolbitiaceae). Se le designa con la abreviatura Radde cuando se cita un nombre botánico.
La localidad de Radde, situada a orillas del río Amur, en el Óblast autónomo Hebreo (este de Rusia), lleva su nombre.

### Colecciones
Radde fue un apasionado de la entomología. Sus colecciones de insectos (y otras) están divididas: el material de la zona de Transbaikalia y Amur se encuentra en el Museo Zoológico del Instituto de Zoología de la Academia de Ciencias de Rusia, en San Petersburgo, y el material de la zona del Cáucaso y Transcaspia se encuentra en la Sección Zoológica del Museo Nacional de Georgia, en Tiflis.

### Publicaciones
Publicó en alemán y en ruso. Entre sus publicaciones destacan:
- Reisen im Süden von Ost-Sibirien in den Jahren 1855-59 ("Viajes por el sur de Siberia oriental durante los años 1855-59", 1862-1863)
- Vier Vorträge über den Kaukasus ("Cuatro ponencias sobre el Cáucaso", 1874)
- Die Chews'uren und ihr Land ("Los jevsuros y su tierra", 1878)
- Ornis Caucasica. Die Vogelwelt des Kaukasus ("Ornis Caucasica. El mundo de los pájaros del Cáucaso", 1884)
- Das Ostufer des Pontus ("La orilla oriental del Ponto", 1894)
- Die Sammlungen des kaukasischen Museums ("Las colecciones del Museo del Cáucaso", 1900 y ss.)

En 1892 escribió una crónica en ruso de su viaje con los grandes duques Alejandro y Sergio Mijáilovich.